# RESISTANCE (大西結花のアルバム)
『RESISTANCE』（レジスタンス）は、大西結花のオリジナル・アルバム。

## 解説
プロデュースに月光恵亮を迎えた本作は、多くの作詞を担当した小幡洋子のカバー曲を2曲参加した（内1曲はLOOK OUTの曲）。
当時デビューしたばかりのLINDBERGが演奏で参加している。

## 収録曲
1. クラシックじゃものたりない
  - 作詞：小幡洋子　作曲：今井稚也　編曲：月光恵亮
2. OH! ジュリエット　
  - 作詞：小幡洋子　作曲：月光恵亮　編曲：須貝幸生
3. MIDNIGHT TV　
  - 作詞：朝野深雪　作曲：佐藤宣彦　編曲：月光恵亮
4. 今もあなたを
  - 作詞：朝野深雪　作曲：森重樹一　編曲：和和美佐子
5. しょうがないよね
  - 作詞：朝野深雪　作曲・編曲：月光恵亮
6. 壊れた砂の城
  - 作詞：小幡洋子　作曲：須貝幸生　編曲：月光恵亮
7. THROUGH THE RAINBOW
  - 作詞：小幡洋子　作曲：須貝幸生　編曲：月光恵亮
8. SLOW DOWN
  - 作詞：朝野深雪　作曲・編曲：月光恵亮
9. 月明かり注ぐハイウェイ　
  - 作詞：大野美樹　作曲・編曲：月光恵亮
10. ルウの悩み
  - 作詞：朝野深雪　作曲：野中美紀　編曲：須貝幸生
11. 風のままに ～LET IT BLOW～（原曲：小幡洋子）
  - 作詞：小幡洋子　作曲：布袋寅泰　編曲：月光恵亮
12. ONE MORE DREAM（原曲：LOOK OUT）
  - 作詞：小幡洋子　作曲・編曲：須貝幸生
13. マスカレード
  - 作詞：小幡洋子　作曲：戸城憲夫　編曲：三柴理[1]

## 参加ミュージシャン
- 横関敦 - ギター
- 諸田コウ（Doom） - ベース
- 平川達也（LINDBERG） - ギター
- 川添智久（LINDBERG） - ベース
- 須貝幸生（LOOK OUT） - ベース
- 小柳昌法（LINDBERG） - ドラム
- 三柴理 - キーボード
- 村田有美 - コーラス